# Lasse Jensen
Lasse Jensen (Hillerød, 6 september 1984) is een golfprofessional uit Denemarken.

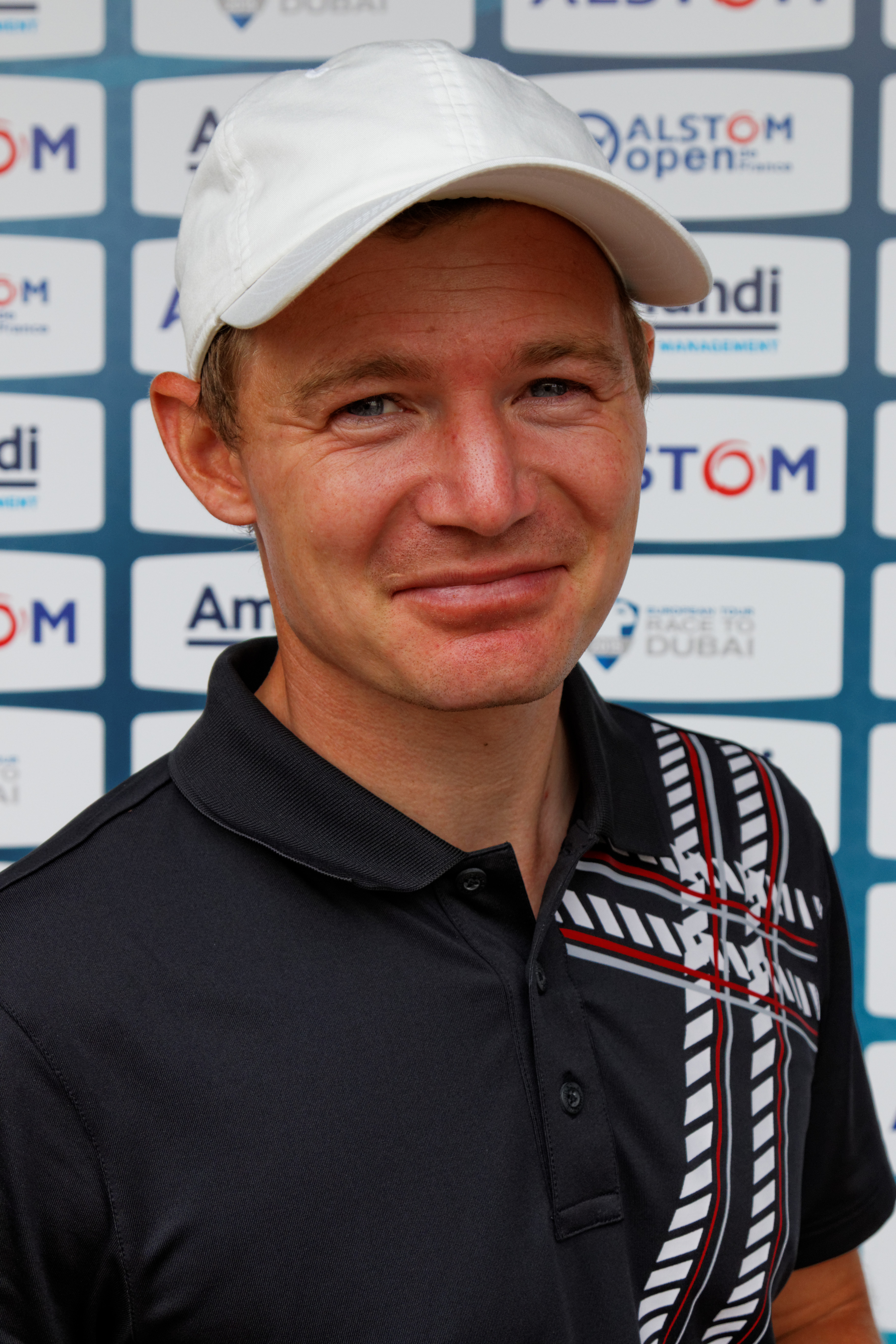
Open de France 2015

Als amateur had Jensen handicap +3.

## Professional
Jensen werd in oktober 2003 professional. Hij speelde op de Europese Challenge Tour, waar hij in 2010-2012 in de top-100 eindigde en zijn speelrecht behield. In 2012 won hij bijna het Kenya Open maar toen verloor hij in de play-off van Seve Benson. 
Negen keer ging hij naar de Tourschool om te proberen naar de Europese Tour te gaan. Op de Tourschool 2012 slaagde hij er eindelijk in een spelerskaart voor 2013 te bemachtigen.

### Gewonnen
EPD Tour
- 2006: Haus Bey Classic

Nordic League
- 2009: Capitals Masters, Landskrona Masters, PGA Kampioenschap en de Order of Merit

## Baanrecords
- Asserbo golfklub: 61 (-11) inclusief een hole-in-one
- Samsø Golfklub: 61 (-11)
- Dragør Golfklub: 65 (-6)
- Varde Golfklub: 63 (-8)
- Mar Menor Golf Resort: 64 (-8)